# Sandra Hövels
Sandra Hövels (* 24. Juni 1998 in Rheine) ist eine deutsche Volleyballspielerin.

## Karriere
Hövels begann ihre Karriere 2014 beim USC Münster, wo sie mit der zweiten Mannschaft in der Zweiten Liga Nord antrat. Anschließend ging sie zum Studium in die Vereinigten Staaten. Dort war sie von 2016 bis 2018 am Daytona State College und dann zwei Jahre an der Purdue University aktiv. Nach ihrer Rückkehr spielte die Mittelblockerin von 2020 bis 2022 mit dem VfL Oythe in der Zweiten Liga Nord. Danach absolvierte sie ein weiteres Auslandssemester in den USA. Seit Januar 2023 spielt sie für die Skurios Volleys Borken. Mit dem Verein schaffte sie in der Saison 2024/25 den Aufstieg in die erste Liga. Auch 2025/26 spielt Hövels für Borken.